# Royal Ontario Museum

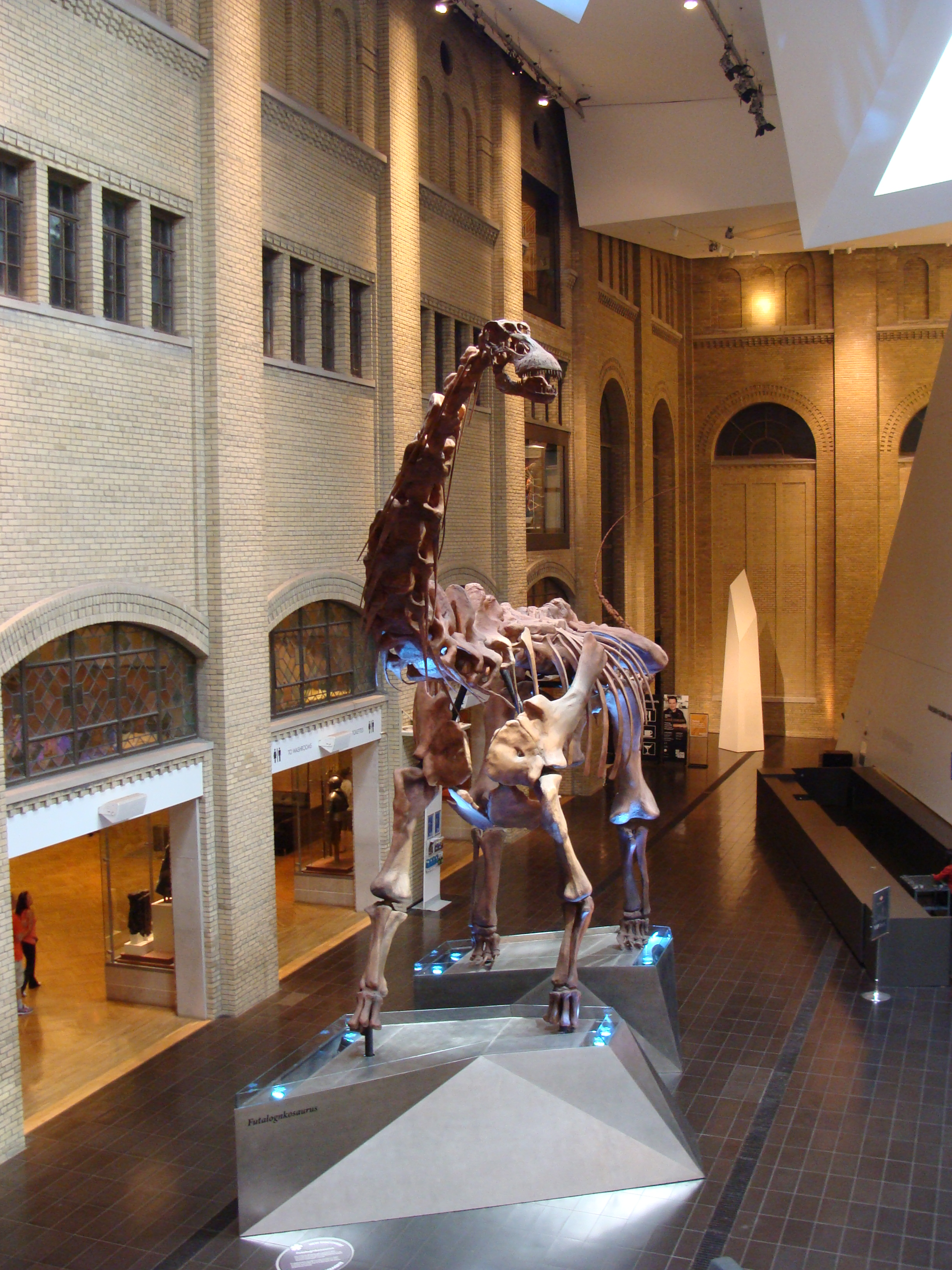
Huvudentréns lobby, insidan av Michael Lee-Chin Crystal, med monterat replikskelett av en Futalognkosaurus.

Royal Ontario Museum är ett museum för konst, naturhistoria och världskultur som är beläget i Toronto i Ontario, Kanada. Det är ett av de största museerna i Nordamerika och är det mest besökta museet i Kanada med över en miljon besökare årligen.
I samlingarna finns över 13 miljoner föremål och utställningsytor på 23 500 kvadratmeter.

## Bakgrund
Museet bildades 1912 genom beslut i Ontarios lagstiftande församling och invigdes 19 mars 1914 av Kanadas generalguvernör prins Arthur, hertig av Connaught och Strathearn. Fram till 1955 var det fem separata museer för arkeologi, geologi, mineralogi, paleontologi och zoologi under samma tak, som då slogs samman till en institution. Museet ligger i närheten av University of Torontos huvudcampus och var fram till 1968 delvis en del av lärosätet, innan det blev en helt egen myndighet under Ontarios provinsstyre.
Under 2007 nyinvigdes museet av generalguvernör Michaëlle Jean med en ny entré, Michael Lee-Chin Crystal, ritad av Daniel Libeskind.

## Samlingar
Royal Ontario Museum har över 13 miljoner föremål från vitt skilda ämnesområden. Den naturhistoriska samlingen har miljontals föremål. Där finns bland annat världens största samling av fossiler från Burgesskiffern i British Columbia med uppemot 150 000 föremål i enbart den samlingen. Världskultursamlingen har över en miljon föremål från hela världen.